# Casinaria leo
Casinaria leo là một loài tò vò trong họ Ichneumonidae.